# Sant Aniol de Finestras
Sant Aniol de Finestras o Sant Aniol de Finestrás en catalán y oficialmente Sant Aniol de Finestres, es un municipio español de la provincia de Gerona, en la comunidad autónoma de Cataluña. Ubicado en la comarca de La Garrocha, tiene una población de 372 habitantes (INE 2024).

## Geografía
Situado en pleno parque natural de la Zona Volcánica de la Garrocha, con un terreno accidentado por la sierra de Finestres y la de Medes, a la derecha de la riera de Llémena.
El término municipal tiene una extensión de 48 km² y el pueblo está a 415 m de altitud.
Los límites del término municipal de Sant Aniol de Finestrás son por el norte con Santa Pau y Mieras, por el este con San Martín de Liémana y Mieras, por el sur con Amer y por el oeste con San Feliu de Pallerols y Las Planas.

## Historia
En el año 906 aparece su referencia más antigua, la que nombra el castillo de Finestres; y en el año 947 cuando se hizo la consagración de la iglesia de Santa María en dicha fortaleza. Aún se puede observar algún resto de la edificación.
Perteneció a la baronía de Santa Pau.

## Núcleos de población
- Sant Aniol de Finestras
- Sant Esteve de Llémena
- La Barroca
- Les Carreres

## Demografía
Sant Aniol de Finestres cuenta con una población de 372 habitantes (INE 2024).
| Gráfica de evolución demográfica de Sant Aniol de Finestras entre 1842 y 2021 |
| |
| Población de derecho según los censos de población del INE Población de hecho según los censos de población del INEEn 1857 crece el término del municipio porque incorpora a La Barrocá y San Esteban de Llémana |

## Patrimonio
- Yacimiento del Roc de la Melca. Epipaleolítico y poblado indígena.[6]
- Poblado de la Palomera (o del Puig del Moro). Poblado indígena.[6]
- Yacimento Arqueológico del cementerio de los moros, en el llano de San Roc[6].[7]
- Iglesia parroquial de Sant Aniol datada en el año 992.
- Iglesia de San Miguel de Bustins. Románica.
- Ermita de Sant Roc.
- Santuario de Elena. Románico.
- Iglesia San Juan de Medes. Románica.
- Iglesia de San Esteban de Llémena. Barroca